# Espacenet

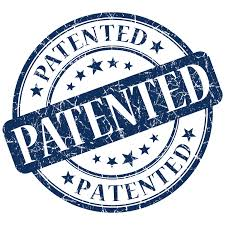
Patentes

Espacenet (anteriormente estilizado como esp@cenet) es un servicio en línea gratuito de búsqueda de patentes y solicitudes de patentes. Espacenet es un proyecto desarrollado por la Oficina Europea de Patentes (EPO) junto con los Estados miembros de la Organización Europea de Patentes. La mayoría de estos países tienen un servicio Espacenet en su idioma nacional, así como acceso a la base de datos mundial de la EPO, estos sí, en su mayoría en inglés. En 2015, el servicio mundial Espacenet afirmó contar con registros de más de 90 millones de publicaciones de patentes.

## Historia
Al lanzarse Espacenet en 1998, se dijo que la EPO «ha revolucionado el acceso público a la información internacional sobre patentes, liberando datos de patentes de sus prisiones de papel y cambiando para siempre la forma en que las patentes son difundidas, organizadas, buscadas y obtenidas».
En 2004, es decir, en los primeros años de funcionamiento de Espacenet, la investigadora y especialista en patentes Nancy Lambert consideró que, aunque gratuita, Espacenet, al igual que ocurría con la Oficina de Patentes y Marcas de Estados Unidos (USPTO), «todavía tienden a contar con motores de búsqueda primitivos y en algunos casos mecanismos bastante engorrosos para descargar patentes». Adicionalmente, ella denunció que esta debilidad era algo deliberado, tanto por parte de la USPTO como de la EPO, instituciones «que han dicho que no desean competir injustamente con los proveedores comerciales». En 2009, Espacenet ofreció el llamado SmartSearch, un sistema de búsquedas que permite realizar consultas utilizando el lenguaje Contextual Query Language (CQL).
En 2012, la EPO lanzó «Patent Translate», un servicio gratuito de traducción automática en línea para patentes. Creado en asociación con Google, este motor de traducción fue «diseñado específicamente para manejar el complejo y técnico vocabulario de patentes», utilizando «millones de documentos de patente oficiales traducidos por humanos» para entrenar el motor de traducción. El servicio cubre traducciones en 32 idiomas. Según la revista Patent Information News publicada por la EPO, un estudio independiente de 2013 comparó Espacenet con DepatisNet, Freepatentsonline, Google Patent, y la función de búsqueda pública de la USPTO. En ese estudio, Espacenet obtuvo el puntaje más alto, tanto por la cobertura de datos como por el servicio de atención al usuario, así como el mejor puntaje general.
En marzo de 2016, Espacenet comenzó a ofrecer búsquedas de texto completo (full text search) a través de su colección de documentos de patente en inglés, francés y alemán.